# Le Fouilloux
Le Fouilloux is een gemeente in het Franse departement Charente-Maritime (regio Nouvelle-Aquitaine) en telt 659 inwoners (2005). De plaats maakt deel uit van het arrondissement Jonzac.

## Geografie
De oppervlakte van Le Fouilloux bedraagt 29,3 km², de bevolkingsdichtheid is 22,5 inwoners per km².
De onderstaande kaart toont de ligging van Le Fouilloux met de belangrijkste infrastructuur en aangrenzende gemeenten.

## Demografie
Onderstaande figuur toont het verloop van het inwonertal (bron: INSEE-tellingen).